# 5700 Homerus
5700 Homerus este o planetă minoră (asteroid), cu un diametru de 5,774 km, din centura de asteroizi. A fost descoperită pe 16 octombrie 1977 la Observatorul Palomar de Cornelis Johannes van Houten și a fost numită după Homer. 
Obiectul prezintă o orbită caracterizată de o semiaxă mare de 2,5955452 UAi, o excentricitate de 0,17, o înclinație de 12,92546 ° în raport cu ecliptica.